# Georg Müller vom Siel

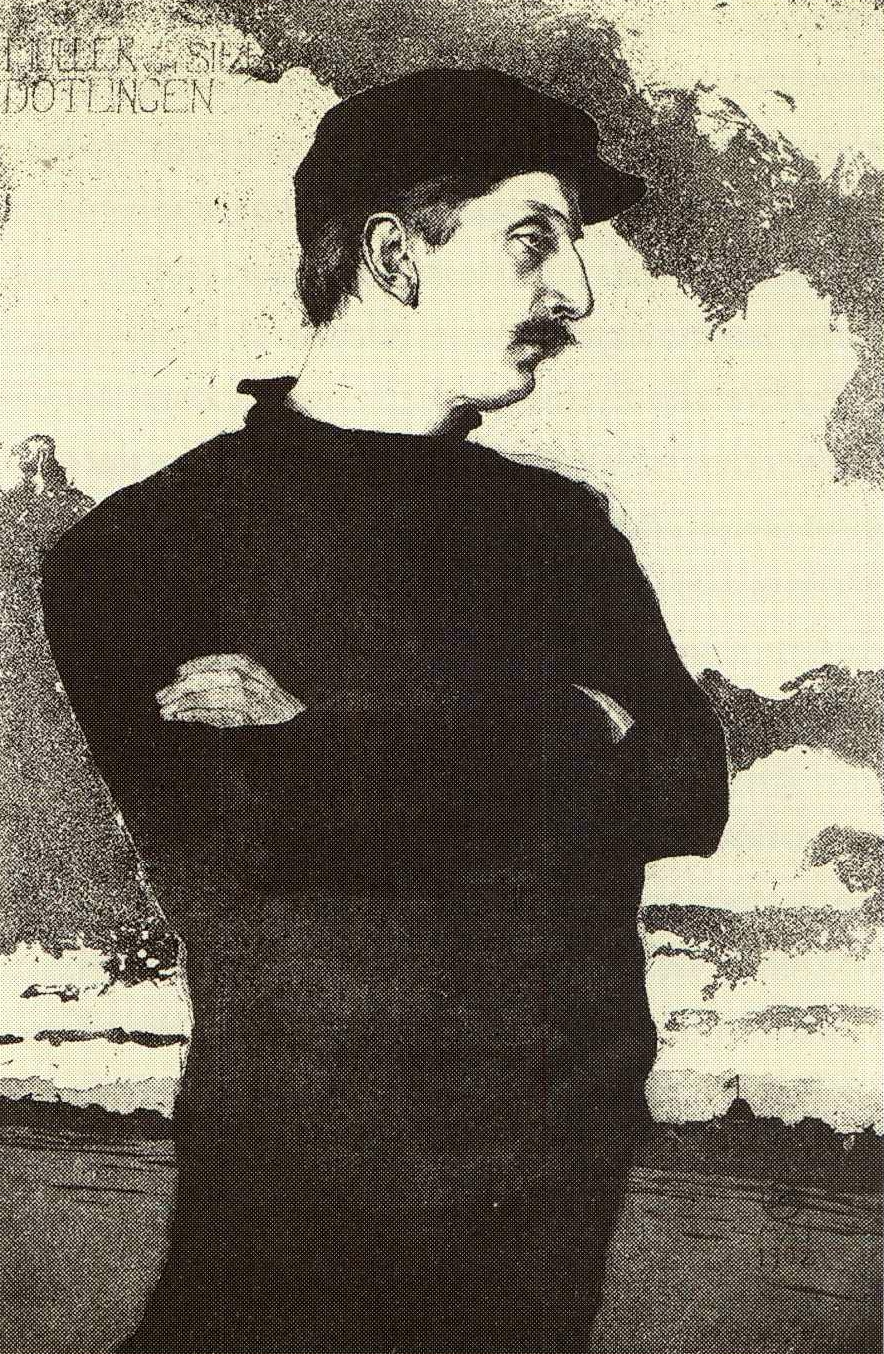
Marie Stein-Ranke: Porträt Georg Müller vom Siel, 1902, Dötlingen

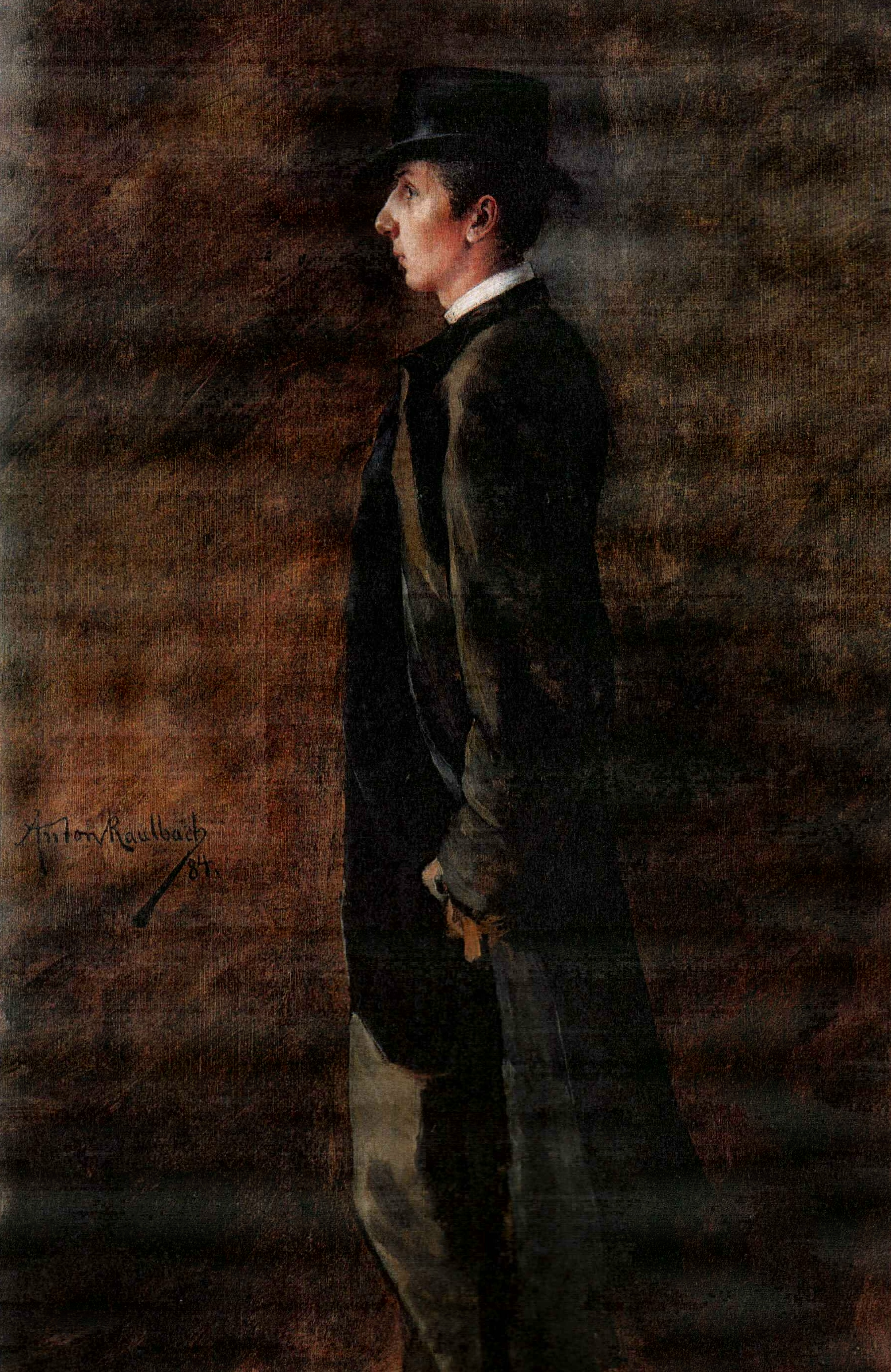
Anton Kaulbach: Georg Müller vom Siel

Georg Bernhard Müller vom Siel (* 13. Juni 1865 in Großensiel (heutzutage Gemeinde Nordenham); † 13. Januar 1939 in Wehnen (Bad Zwischenahn)) war ein deutscher Maler.

## Leben
Georg Müller wurde in Großensiel (Butjadingen) geboren. Seinen Künstlernamen vom Siel leitete er von seinem Geburtsort Großensiel ab. Bei der Familie Müller handelte es sich um eine weit verzweigte Familie, seit 1812 in Butjadingen ansässigen und durch vielfältige Aktivitäten für die Entwicklung der Region wichtigen Familie. Geschwister von Georg Müller vom Siel wohnten in New York.
Er war das jüngste von zwölf Kindern des Kaufmanns, Reeders und Gutspächters Johann Hinrich Müller (1816–1871) und dessen Ehefrau Anna Amalie Margarete Friederike geb. Meyer (1820–1872). Ab 1871 besuchte er die Schule in Abbehausen, ab 1875 die Oberrealschule in Oldenburg.
Mit sechs Jahren wurde Müller Waise. Mit 15 Jahren brach er den Besuch der Oberrealschule ab und schiffte sich nach den USA ein. In New York besuchte er eine Mal- und Zeichenschule und begab sich nach zwei Jahren auf Wanderschaft in Europa. Seine Wanderjahre führten ihn nach München, Berlin, Antwerpen, Paris und 1885 für ein Jahr zurück nach New York. Von 1886 bis 1889 hielt er sich in Paris auf, wo er die École des beaux-arts besuchte und im Louvre u. a. für den Großherzog Peter II. von Oldenburg ausgezeichnete Kopien anfertigte. Ab 1890 studierte Müller dann an der Berliner Akademie bei Hans Fredrik Gude, der ihn sehr schätzte.

## Dötlingen
Bereits ab 1889 hatte Müller vom Siel auch begonnen, von Oldenburg aus die heimische Landschaft zu erkunden. Er fand Dötlingen und war so angetan von diesem Ort und der reizvollen Geestlandschaft, dass er 1896 dorthin übersiedelte. Anfangs mietete er sich in einem Bauernhaus ein. Zwei Jahre später ließ er sich die „Villa Meineck“ bauen. Hier richtete er sein Atelier ein und baute ein Zentrum für Künstler sowie eine private Malschule auf. Sie diente anfänglich zur Sicherung des Lebensunterhalts. Insbesondere kamen in den Sommermonaten Kaufmannstöchter aus Bremen. Frauen war damals noch der offizielle Zugang zu einer Akademie verwehrt.
Ein angeschlossener Pensionsbetrieb wurde von seinen beiden älteren und nicht verheirateten Schwestern geführt.
Die Villa Meineck entwickelte sich zum kulturellen Anziehungs- und Mittelpunkt der Umgebung.
Als Gäste kamen der Oldenburger Heimatdichter Georg Ruseler (1866–1920), der Maler und Dichter Arthur Fitger (1840–1909), der Maler Ludwig Fischbeck (1866–1954), der Oldenburger Redakteur Wilhelm von Busch (1868–1940), die Graphikerin Marie Stein-Ranke (1873–1964), der Dichter Hermann Allmers (1821–1902) und viele andere Künstler. Müller vom Siel legte damit den Grundstock für die Künstlerkolonie Dötlingen.
Während der folgenden Jahre konnte er sich auch außerhalb des Oldenburger Landes profilieren. Er wurde Maler des Fürsten Friedrich von Waldeck-Pyrmont und schuf Radierungen für angesehene Verlage in Berlin und Leipzig.
Nach und nach hatte Müller vom Siel mit einer Veränderung seines Gemütszustandes zu kämpfen. 1909 wurde er in die Nervenheilanstalt Wehnen eingeliefert, wo er, ab 1910 entmündigt und mit Wilhelm von Busch als seinem Vormund, den Rest seines Lebens verbrachte. Bis etwa 1930 hat er auch in Wehnen noch gemalt. Nachdem er schon vorher schwärmerische und eigenartige religiöse Ideen gehabt hatte, entwickelte er in den zwanziger Jahren eine abstruse, auf das All und die Lebenskraft bezogene Weltanschauung. Die aus ihr erstandenen, mit Wasserfarben kolorierten und mit feiner Schrift durchsetzten Aquarelle gelten in Form, Farbgebung und Komposition als das Vollendetste, was er geschaffen hat. zugleich sind sie aber auch ein erschütterndes Zeugnis seiner seelischen Befindlichkeit und Einsamkeit. Als Künstler war Müller zwar anerkannt, die ihm gebührende Ehrung blieb ihm aber verwehrt. Noch zu seinen Lebzeiten fanden in Oldenburg 1925 und 1935 Gedächtnisausstellungen statt. Da er mittellos geworden war, wurde sein Werk ab 1935 auch in größerem Maße verkauft. Weitere, posthume Gedächtnisausstellungen gab es 1947 und 1976 wiederum in Oldenburg. Müller vom Siel starb in Wehnen 1939. Sein Nachlass fiel an den Oldenburger Staat und befindet sich noch zum größten Teil im Besitz des Landesmuseums für Kunst und Kulturgeschichte.
Müller vom Siel wurde auf dem Friedhof von Dötlingen beigesetzt. Die Grabstelle wird von der Dötlingen Stiftung gepflegt.

## Werk

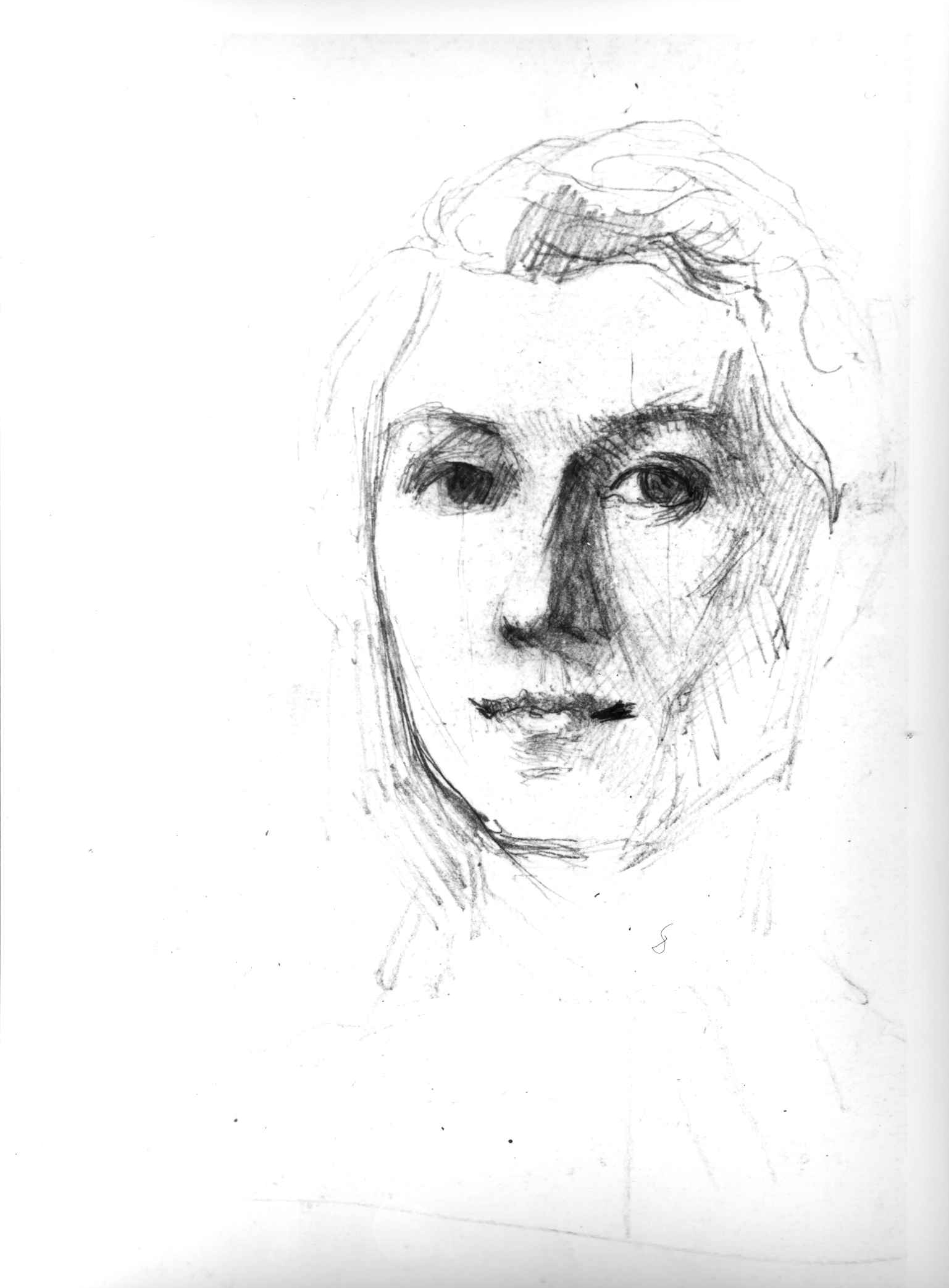
Selbstbildnis

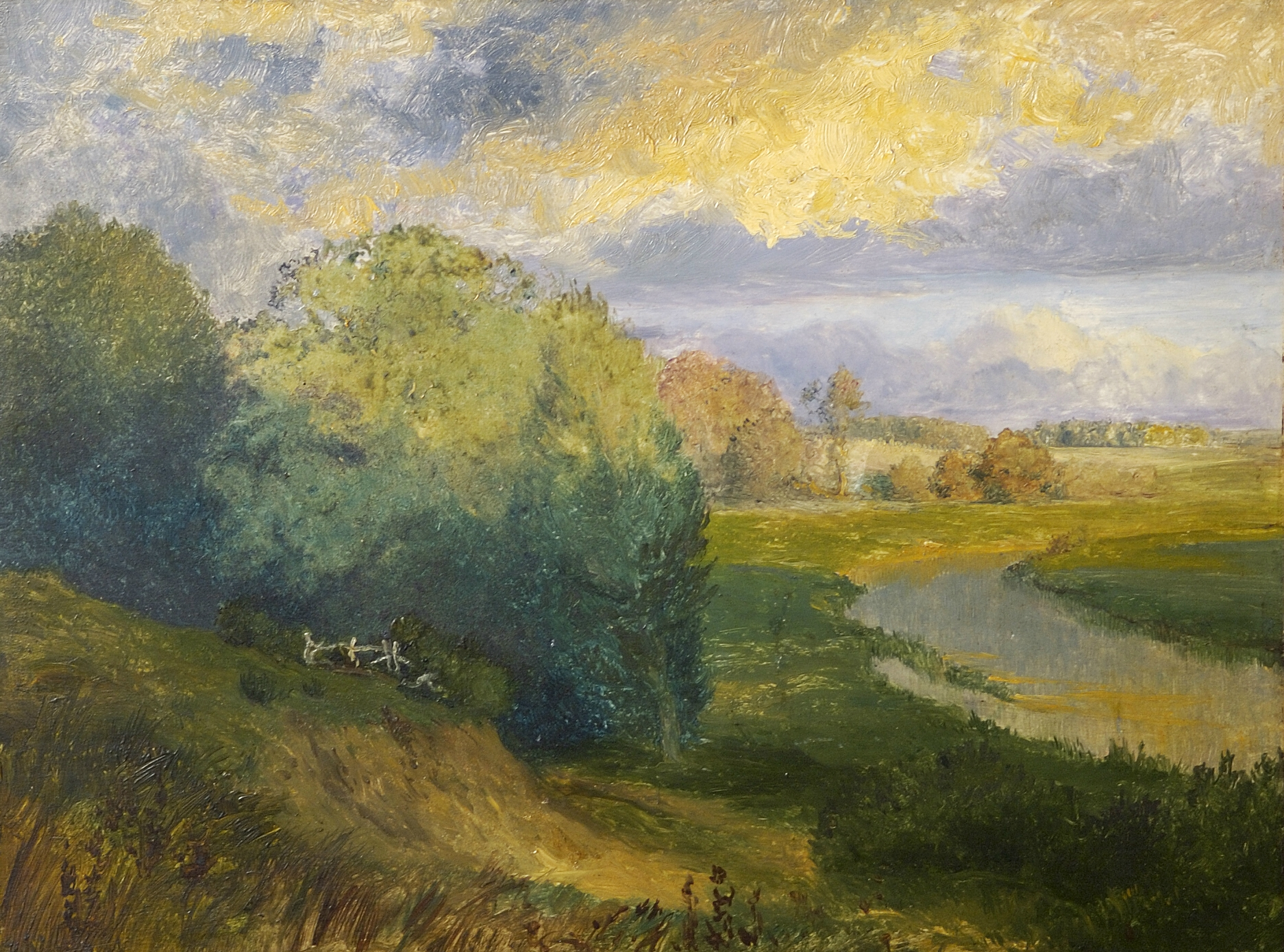
Huntelandschaft bei Dötlingen

Aquarell aus Wehnen

Aquarell aus Wehnen

Müller vom Siel war in erster Linie Landschaftsmaler und verfügte über großes zeichnerisches Können und eine außerordentliche Sicherheit in der Farbsetzung. Er beschäftigte sich auf dem Höhepunkt seines Schaffens mit heimischen Motiven – mit dem Fluss Hunte, dem Blick vom Hang auf die Hunteniederung, dem Weg mit Birken, den Eichengruppen und alten Gebäuden. Kaum einer konnte wie er den Himmel und die Wolken malerisch einfangen.
„Doch bleibt er bei aller Romantik durch die Gedämpftheit seiner Bilder, die nur gelegentlich Licht aufbrechen lassen und sonst ihrer Weite in bescheidener Schwermut bleiben, frei von jedem Anflug von Süßlichkeit.“ (Karl Veit Riedel, Georg Bernhard Müller vom Siel).
In seinen Bildern platzierte Müller vom Siel fast nie Menschen; dabei muss er in der Porträtkunst ein Meister gewesen sein, denn es heißt, dass er dreimal den letzten Kaiser gemalt habe und ein telegrafischer Auftrag einging, die Kronprinzessin zu porträtieren. Zur Ausführung des Auftrages kam es jedoch nicht, da Müller vom Siel damals gerade die Fürstin Bathildis von Waldeck und Pyrmont malte. Jedoch vertritt Karl Veit Riedel in seiner Biographie die Auffassung, Müller vom Siel hätte in dieser Gattung mehr Können und Erfahrung hatte als die meisten nordwestdeutschen Maler seiner Zeit.
Seit einer umfassenden Ausstellung im Landesmuseum für Kunst und Kulturgeschichte Oldenburg im Jahr 2014 ("Der andere Müller vom Siel") mit detailliertem Katalog wird das nach 1909 entstandene Werk Müller vom Siels der Öffentlichkeit zugänglich. Hier zeigt sich seine Auseinandersetzung einerseits mit abstrakten Formen, andererseits eine sehr private, bisher weitgehend unverstandene Form künstlerischer Äußerung, die Text und Bild verbindet. Müller vom Siel entfernt sich hier extrem von jedem "akademischen" oder gesellschaftlich sanktionierten Zusammenhang, gerade auch durch sexuelle Bezüge, zum Beispiel flächenfüllende abstrahierte Penisse. Wie zwanghaft bildet er wiederkehrende Neologismen (etwa "Koith" für Koitus) und setzt sich offenbar tief mit der Bedeutung des Sexuellen auseinander, etwa in dieser Randnotiz auf einem seiner 177 erhaltenen, auf Butterbrotpapier(!) erstellten Bögen: "Im Koith ist Gefühl(s)erkenntnis. Erkenntnis ist Geist." Die Bögen (und andere Schreib- oder Bastelarbeiten) bezeichnete der Maler als "Studien", die er selbst vor Verwandten in Kästen zu verbergen suchte.
Auf einem dieser Bögen findet sich ein Gedicht mit einer erstaunlichen Hölderlin-Nähe. Müller vom Siel verwebt es mit einem ziselierten gelben Ornament, das wie eine Sonne über dem Text schwebt:
Hängt des Maibaums bunten

Kranz in den Himmels Raum all=

en Lebens Reigentanz offenbart

der Baum! Seliger Blüten jubeln=

de Linden künden: Frühling kommt

immer wieder ewiger Gott will

keinen Tod! Haben beide gleiches

Streben, Baum und du, sein und

malen, sterben, leben, wachsen

ohne Ruh! Ei, kommt doch der

Mai, wo die Blumen neu er=

spriessen und der Lenz sich kleidet

neu! Sie ist nun wieder da, die

schöne liebliche Zeit des Frühlings

die uns ganz besonders zur Betrach=

tung der Allmacht, Weisheit und

(das Gedicht bricht hier ab, ein fortführendes Blatt ist nicht überliefert)
Zu Lebzeiten des Malers hat niemand dieses über Jahrzehnte entstehende Werk beachtet. Es wurde als das Werk eines Irren abgetan, glücklicherweise aber von Ärzten in Teilen aufbewahrt. Eine Deutung steht bis heute aus, wie auch eine tiefere Auseinandersetzung mit der Psyche des Malers ab 1909. Unmittelbar vor der Einweisung in die Heil- und Pflegeanstalt Wehnen 1909 berichtet der Bruder Carl Friedrich Müller-Königsfeld von Georgs "weitgehender Überreizung des gesamten Nervensystems" (siehe Röske/Stamm: "Der andere Müller vom Siel" 2014, S. 17), von "schweren Gemütsdepressionen", von seinen "erotische(n) Handlungen und Gebärden, wenn er weiblichen Personen gegenübertritt". In späteren Jahren in der Heilanstalt muss er einen Pfleger sehr gemocht haben, malte ihm ein Bild und ließ es von Verwandten rahmen. Leider sind keinerlei Bilder außerhalb der 177 aquarellierten Bögen überliefert.

## Biographische Übersicht
- 1865 Am 13. Juni wird Georg Bernhard Müller in Großensiel, Gemeinde Abbehausen in Butjadingen an der Unterweser, als jüngstes von 12 Kindern des Kaufmanns Johann Hinrich Müller und seiner Frau Anna Amalie Margarete Friederike, geb. Meyer, geboren.
- 1871 Besuch der Volksschule zu Abbehausen. Tod des Vaters.
- 1872 Tod der Mutter.
- 1875 Wechsel auf die Oberrealschule nach Oldenburg, wo er bis zur Obertertia die Schule besucht.
- 1880 Abbruch der Schule und Beginn seiner Wanderjahre, die ihn zunächst nach Amerika führen. In New York, wo sich bereits drei seiner Geschwister aufhalten, besucht er eine Mal- und Zeichenschule und fasst den Entschluss, Maler zu werden.
- 1881 bis 1883 in München Schüler der königlich-bayerischen Akademie für bildende Künste, zuletzt bei Joseph Wenglein (1845–1919)
- 1884 bis 1885 an der Akademie in Antwerpen. Als Kopist in Oldenburg tätig.
- 1885 Zweiter Aufenthalt in New York.
- 1886 bis 1889 Aufenthalt in Paris. Besuch der Ecole des Beaux-Arts Concours d’ emulation.
- 1888 Beim Kopieren im Louvre spricht ihn der aus Hamburg stammende Privatgelehrte Friedrich August Leesenberg-Hartrotte an, der die Begegnungen mit dem Künstler in seinem Tagebuch niederschreibt. Leesenberg-Hartrotte und er unternehmen gemeinsame Reisen nach St. Denis und zum Mont St. Michele. Großherzog Nikolaus Friedrich Peter von Oldenburg beauftragt ihn mit dem Kopieren der Felsgrottenmadonna von Leonardo da Vinci.
- 1889 Rückkehr aus Frankreich. Auf Wanderungen entlang der Hunte entdeckt er die Ortschaft Dötlingen, in der er 1894 für längere Zeit weilt und sich ab 1896 ansiedelt.
- 1890 Studium im Augusteum.
- 1892 und 1895 an der Berliner Akademie bei Hans Gude. Rückkehr nach Dötlingen.
- 1898 Am 15. August wird auf „Haus Meineck“, seinem Wohnsitz in Dötlingen, die Einweihung gefeiert. Hier empfängt er im Laufe der Jahre zahlreiche Gäste, unter ihnen den Heimatdichter Georg Ruseler, der ihm ein Gedicht widmet, oder den Bremer Maler und Schriftsteller Arthur Fitger.
- 1905 Beteiligung an der großen Nordwestdeutschen Kunstausstellung in Oldenburg.
- 1908 Aufenthalt im Sanatorium Theresienhof in Goslar.
- 1909 Einweisung in das Landeskrankenhaus in Wehnen bei Oldenburg aufgrund einer als unheilbar bezeichneten psychischen Krankheit.
- 1910 Das Großherzogliche Amtsgericht Wildeshausen spricht die Entmündigung aus und bestellt den Redakteur Wilhelm von Busch zum Vormund.
- 1925 Ausstellung mit Werken des Künstlers im Oldenburger Kunstverein.
- 1935 Auf Betreiben des Museumsdirektors Walter Müller-Wulckow und des Malers Richard tom Dieck wird eine große, Gemälde, Druckgraphik und Handzeichnungen umfassende Verkaufsausstellung im Schlosssaal des Landesmuseums durchgeführt.
- 1939 Am 13. Januar in Wehnen gestorben. Beisetzung auf dem Friedhof in Dötlingen.

## Radierungen
In seinen Radierungen, die Müller vom Siel in den ersten Jahren des Jahrhunderts wohl vor allem aus wirtschaftlichen Gesichtspunkten herstellte, gestaltete er die gleichen Motive wie in seinen Gemälden, wobei hierbei die Stimmungen dunkler erscheinen. 

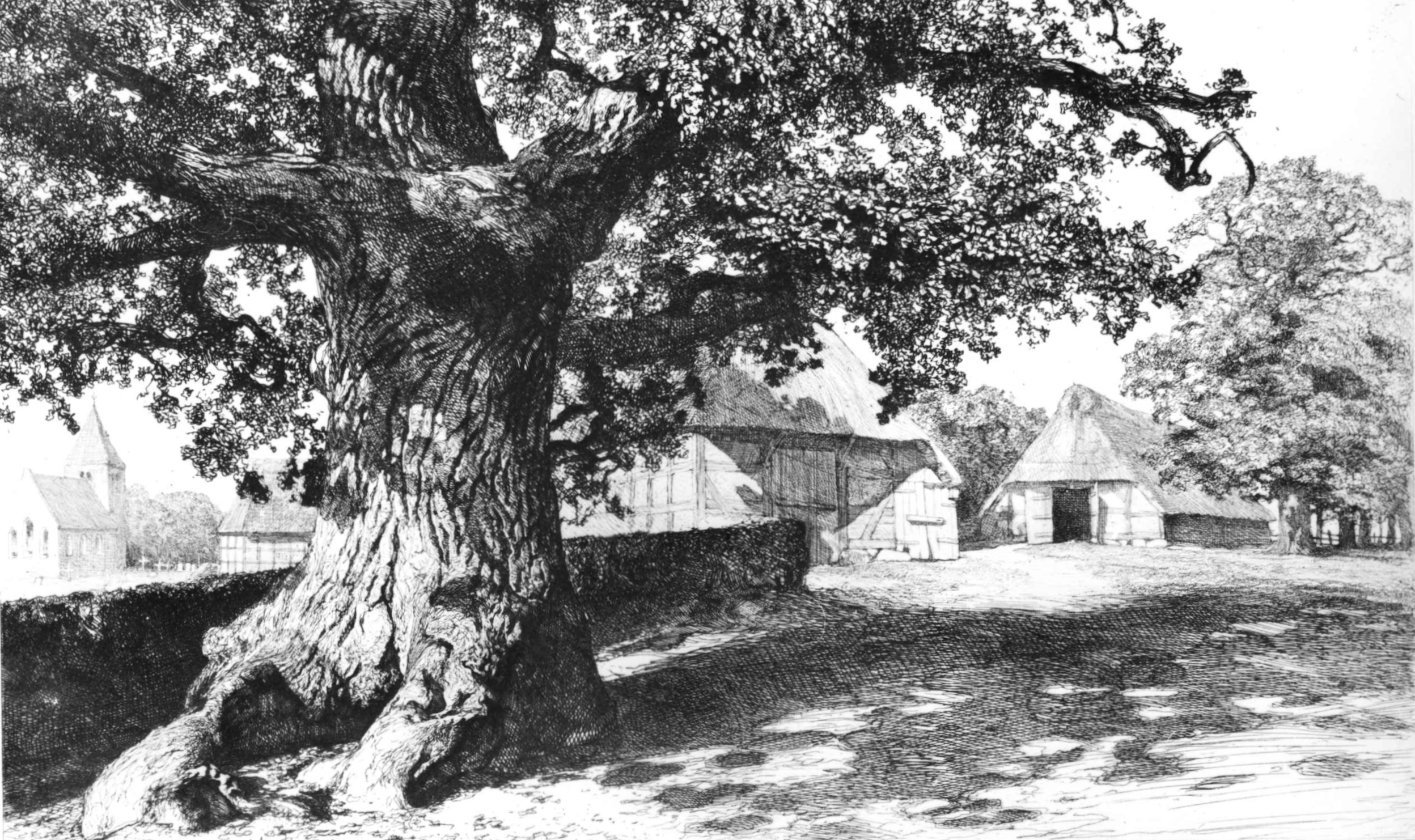
Dötlingen mit alter Eiche
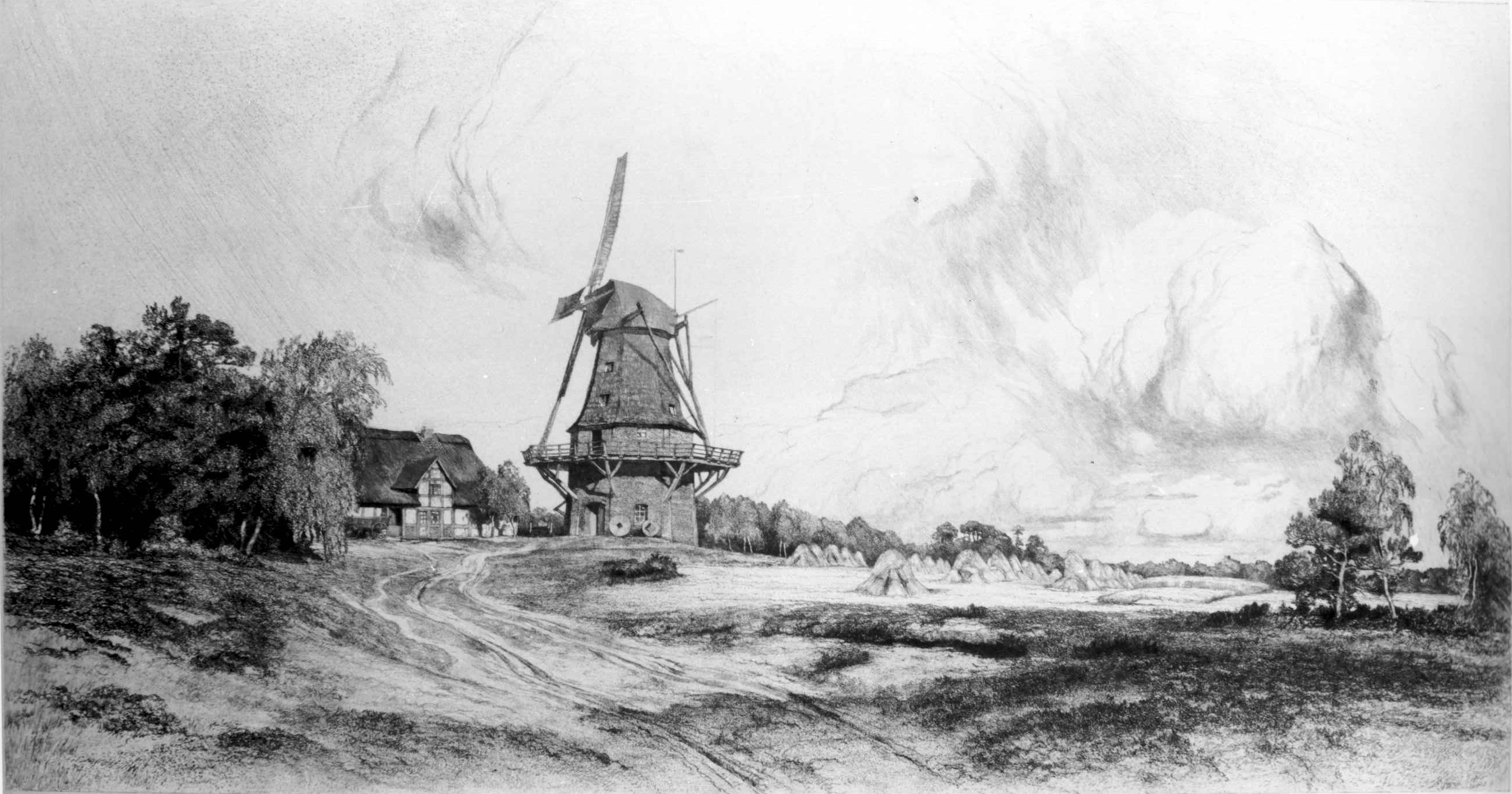
Windmühle bei Dötlingen
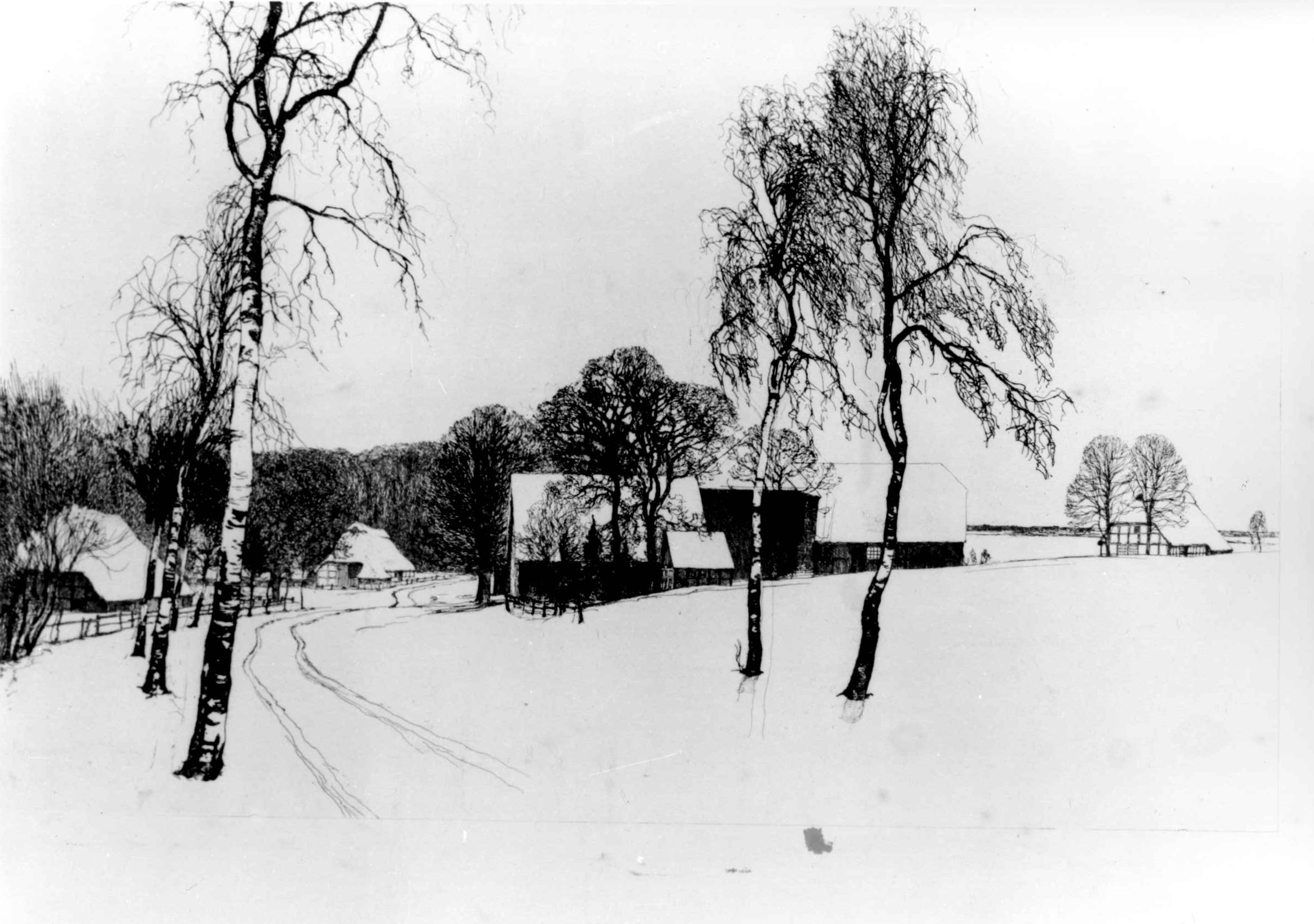
Dötlingen im Winter mit Birken am Weg
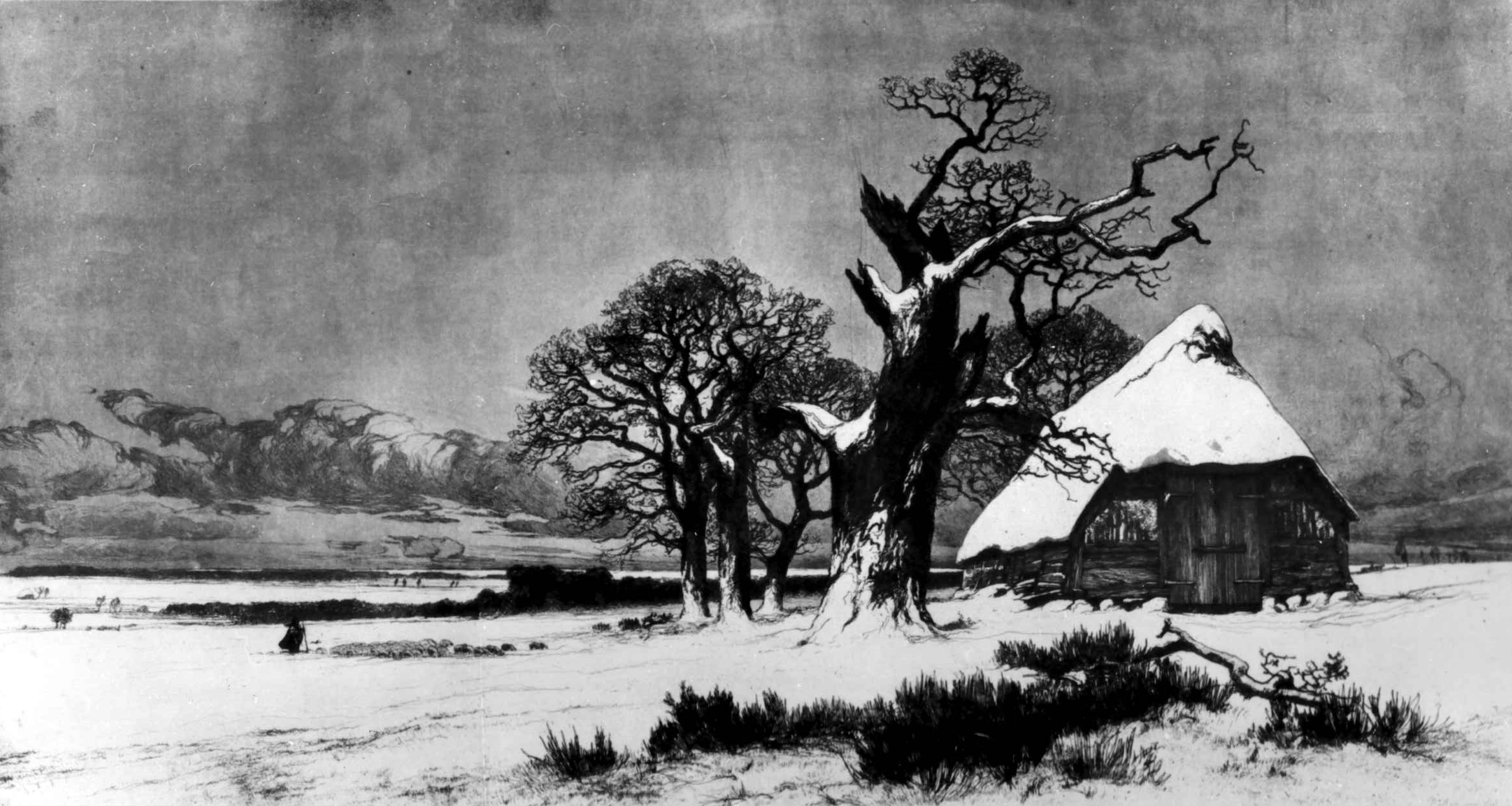
Winterliche Heidelandschaft mit Schafstall